# 後藤致人
後藤 致人（ごとう むねと、1968年〈昭和43年〉8月23日 - ）は、日本の歴史学者。愛知学院大学文学部教授。専門は日本近現代史。
神奈川県生まれ。東北大学文学部史学科を卒業後、岩手県立大学を経て愛知学院大学文学部の教授を務めている。

## 略歴
- 1968年、神奈川県に生まれる。1992年に東北大学文学部史学科を卒業。
- 1998年、東北大学大学院国際文化研究科アジア社会論講座博士課程を後期満期退学し、同年博士号を修得[3]。その後、岩手県立大学短期大学部で専任講師を務める。
- 2003年、岩手県立大学短期大学部の助教授及び准教授を務める。
- 2005年より愛知学院大学文学部歴史学科の助教授、2007年准教授、2014年より教授を務める。

## 著書

### 単著
- 『昭和天皇と近現代日本』吉川弘文館、2003年6月。ISBN 4-642-03754-3。
- 『内奏―天皇と政治の近現代』中央公論新社〈中公新書〉、2010年3月。ISBN 978-4-12-102046-8。

### 寄稿
- 「昭和天皇の象徴天皇制認識」『戦後史のなかの象徴天皇制』河西秀哉編、吉田書店、2013年11月。ISBN 978-4-905497-16-5。

### 共著
- 『みやぎの女性史』（みやぎの女性史研究会と共著）河北新報社、1999年3月。ISBN 4-87341-128-9。